# Ostrzyce (województwo pomorskie)
Ostrzyce, dodatkowa nazwa w języku kaszubskim Òstrzëce, (niem. Ostritz) – wieś kaszubska w Polsce, położona w województwie pomorskim, w powiecie kartuskim, w gminie Somonino. 
W latach 1975–1998 wieś położona była w województwie gdańskim.
Przed 1920 miejscowość nosiła nazwę niemiecką Ostritz. 

## Położenie
Wieś znajduje się na terenie Kaszubskiego Parku Krajobrazowego, nad Radunią. Leży przy Drodze Kaszubskiej i na szlaku wodnym „Kółko Raduńskie”, u podnóża Jastrzębiej Góry (227,2 m n.p.m.) oraz nad Jeziorem Ostrzyckim. Na południe od Ostrzyc znajduje się najwyższe wzniesienie Niżu Polskiego – szczyt Wieżyca, a na wschodzie jezioro Trzebno. Prowadzi tędy również turystyczny Szlak Kaszubski.

## Integralne części wsi
| SIMC    | Nazwa      | Rodzaj    |
| ------- | ---------- | --------- |
| 0172511 | Koszowatka | część wsi |
| 0172528 | Rokitki    | część wsi |
| 0172534 | Węgliszyno | część wsi |

## Nazwa miejscowości
Pierwszy zapis z czasów książąt pomorskich z roku 1241 w postaci Ostriche lub Ostrice potwierdza współczesną nazwę Ostrzyce. Jest to tzw nazwa ponowiona tzn wcześniejsza nazwa jeziora Ostrzyce została przeniesiona na położoną nad nim wieś. Nazwa jeziora pochodzi zaś od kaszubskiego rzeczownika òstrzëca o znaczeniu 'ciernik', czyli gatunek ryby o łacińskiej nazwie Gasterosteus aculeatus. Niemcy tylko ortograficznie przystosowali tę nazwę do własnego systemu językowego przekształcając ją do formy Ostritz.

## Historia miejscowości
Pierwsza wzmianka o wsi z roku 1241 potwierdza jej przynależność do kasztelani goręczyńskiej. W tym roku książę Sambor II podarował ją biskupowi kujawsko-pomorskiemu Michałowi. Od roku 1311 r., po przejęciu Pomorza Gdańskiego przez zakon krzyżacki, Ostrzyce były dobrami rycerskimi i należały do krzyżackiego wójtostwa tczewskiego. Dobra te zostały w roku 1422 nabyte przez kartuski klasztor. Przy sprzedaży zakon zwolnił wieś z wszelkich obciążeń prócz zobowiązania do wystawienia jednego lekkozbrojnego na wypadek wojny. 
Uwłaszczenie włościan nastąpiło w 1820 r. U schyłku XIX w. we wsi był młyn, wolne sołectwo, 13 zagród gburskich i 19 zagrodników. W 1892 we wsi mieszkało 334 Kaszubów, 31 Niemców i 5 Żydów, łącznie 360 osób. W roku 1910 liczba mieszkańców wzrosła do 424 osób, w tym 379 Kaszubów i 45 Niemców.

## Kościół
W Ostrzycach znajduje się kościół filialny pod wezwaniem Matki Bożej Fatimskiej, zaprojektowany przez Andrzeja Baranowskiego, a zbudowany w 1984 roku dzięki staraniom ks. kanonika Edmunda Kosznika, proboszcza goręczyńskiej parafii. Budowla ma prostą bryłę z dwuspadowym dachem. W prezbiterium znajduje się figura Matki Boskiej Fatimskiej, a na ścianach malowane na szkle ludowe stacje Drogi Krzyżowej.

## Turystyka
Ostrzyce są jednym z centrów turystycznych Szwajcarii Kaszubskiej. Znajduje się tu wiele hoteli, pensjonatów, restauracji, a także korty, pole do mini golfa, park linowy, wypożyczalnie rowerów i wypożyczalnie sprzętu wodnego. Po Jeziorze Ostrzyckim w sezonie letnim pływa stateczek białej floty „Stolëm”. 

## Inne informacje
W Ostrzycach tablice pokazują polskie i kaszubskie nazwy ulic; ponieważ w gminie 30,8% mieszkańców zadeklarowało posługiwanie się językiem kaszubskim, gmina miała prawo wprowadzić dwujęzyczne nazwy ulic.
We wsi znajduje się placówka Ochotniczej Straży Pożarnej. 

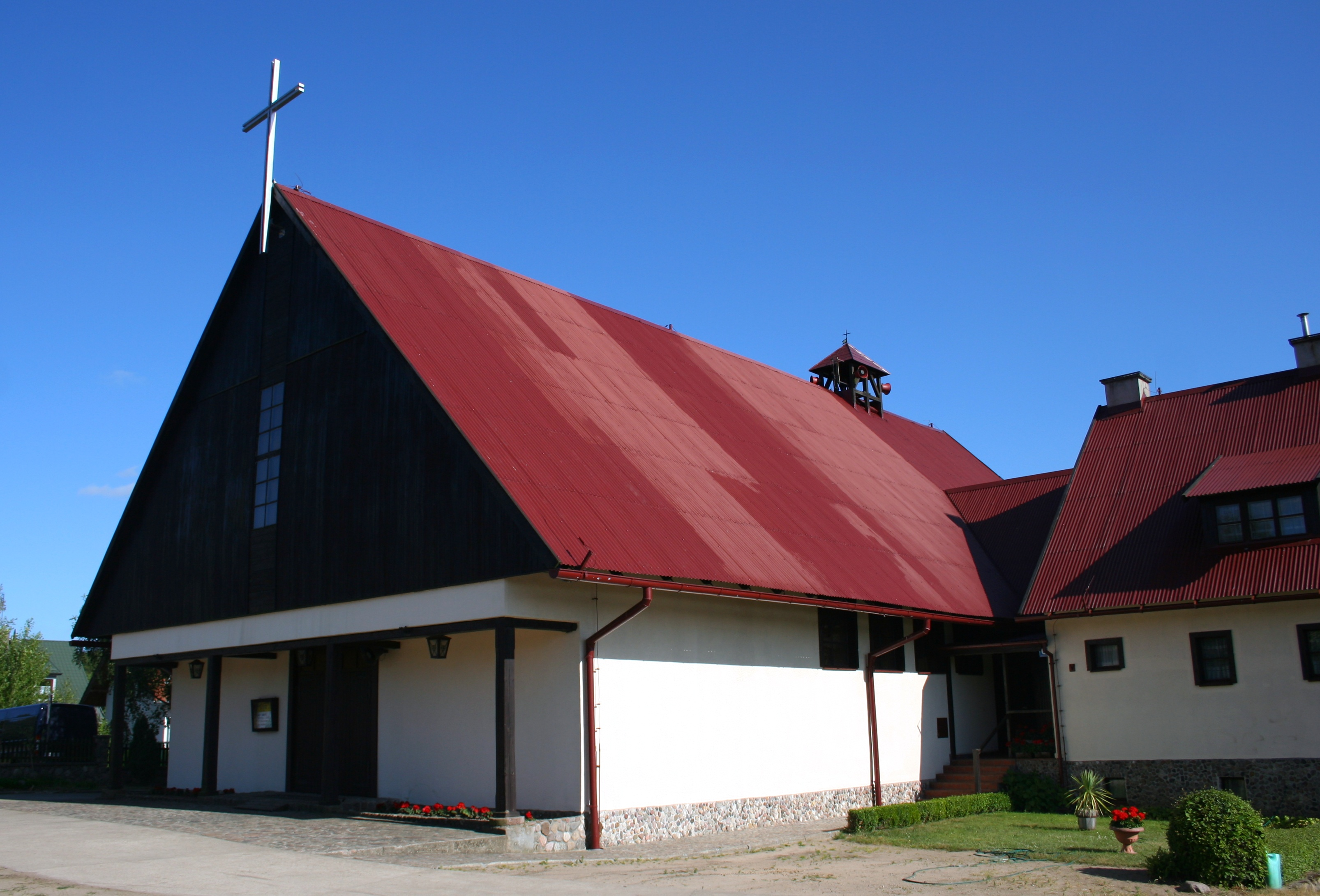
Kościół pw. Matki Bożej Fatimskiej
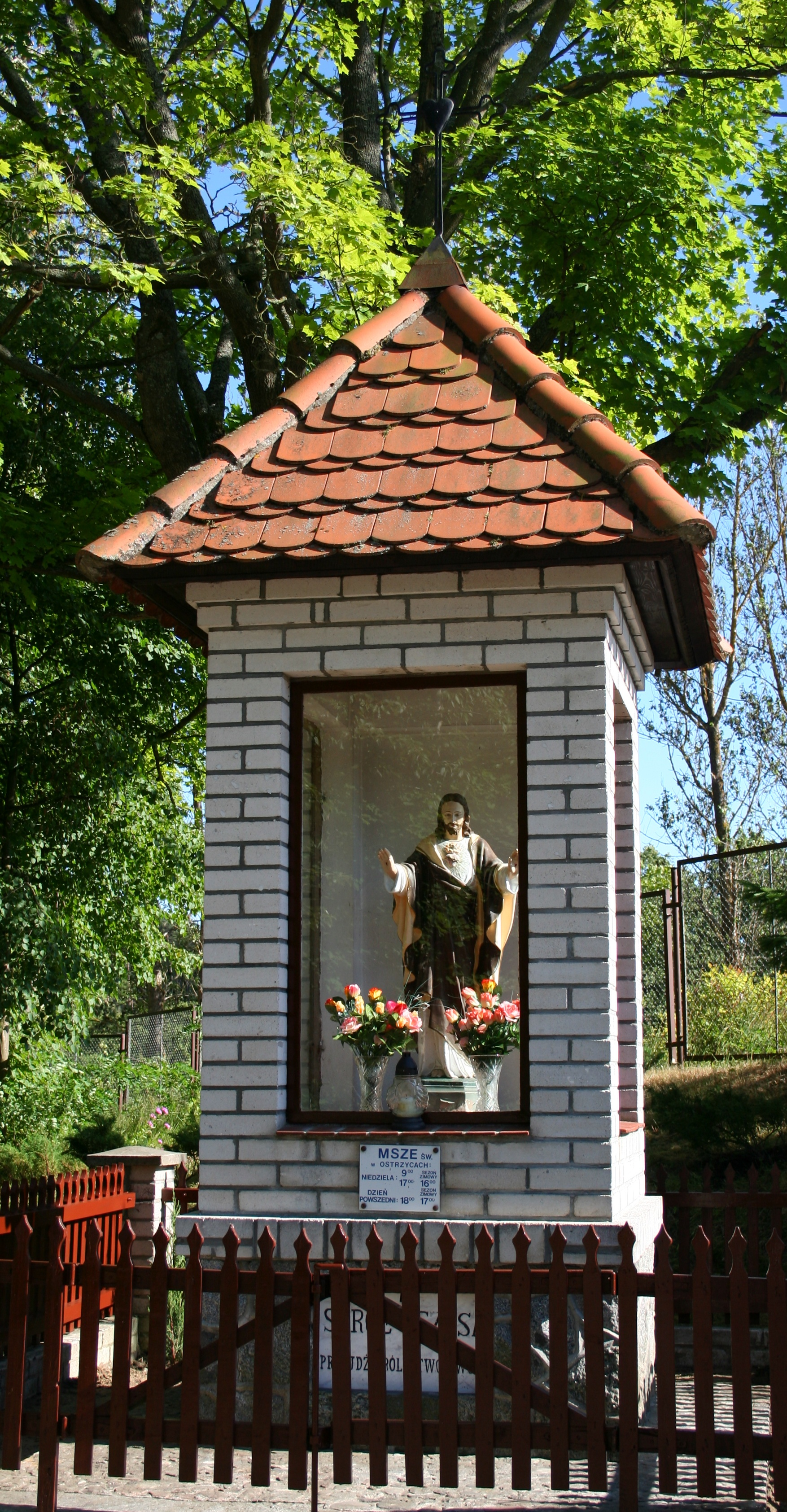
Kapliczka
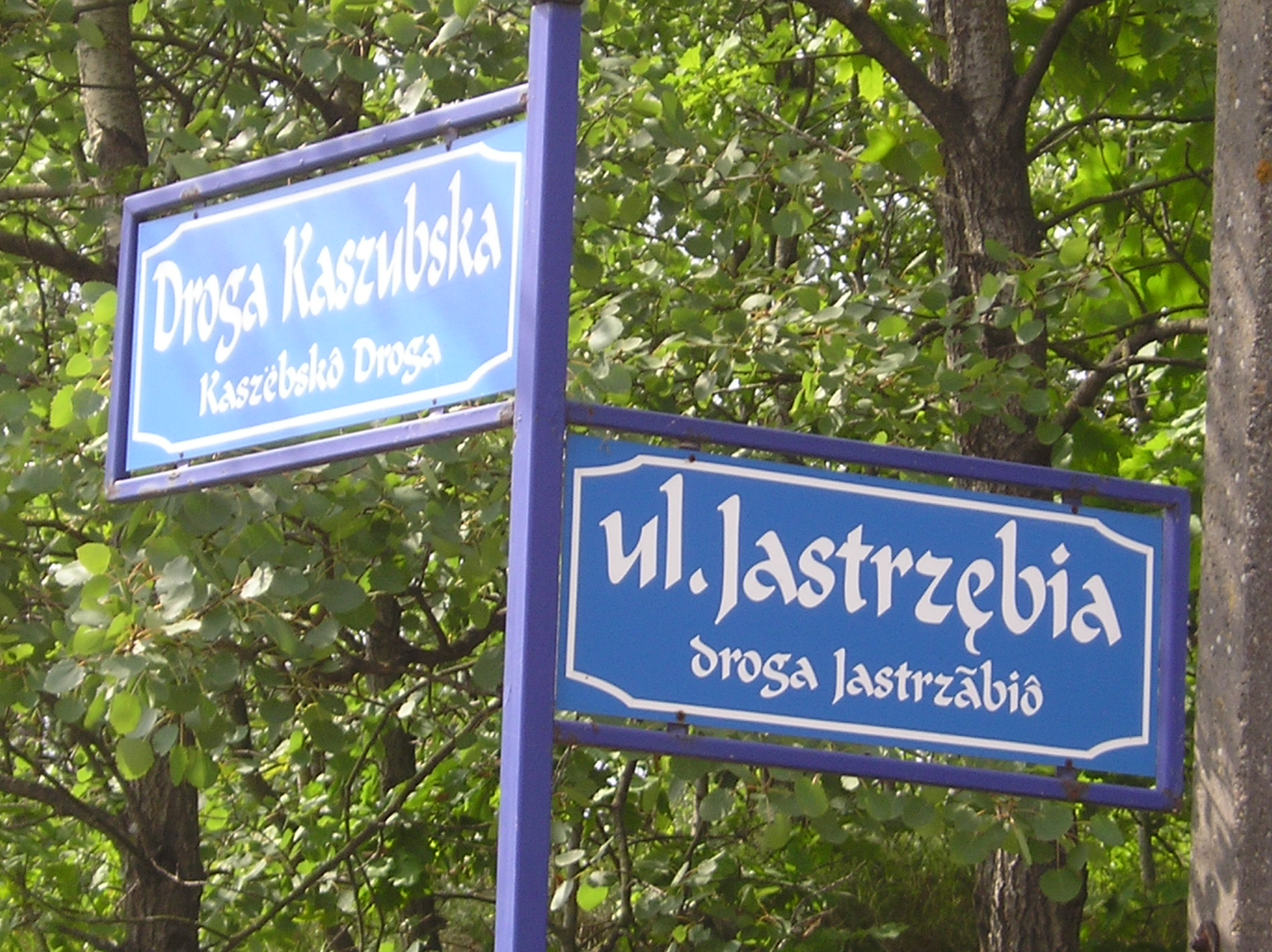
Tablica z polską i kaszubską nazwą ulicy
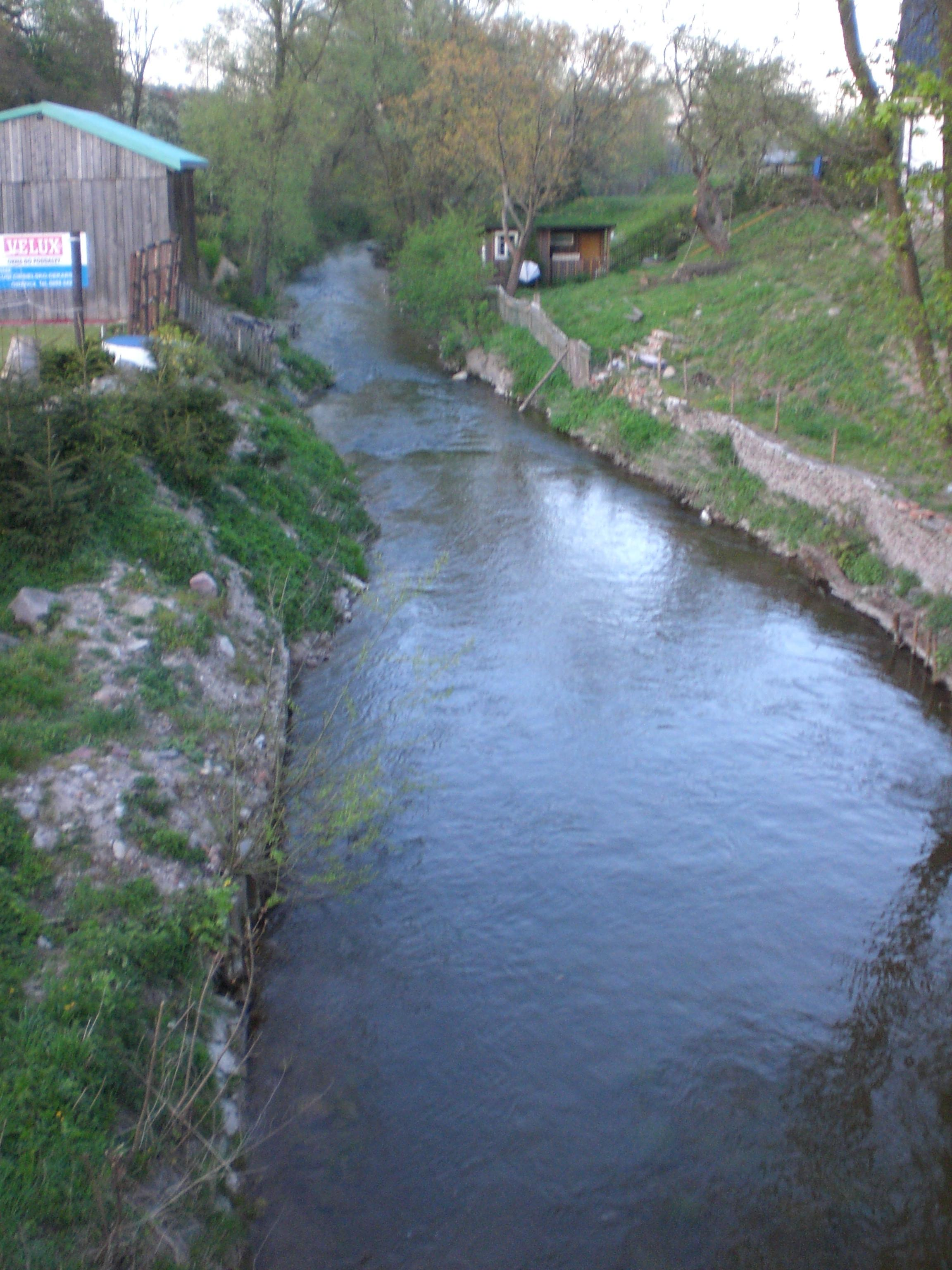
Radunia w Ostrzycach